# 大阪電氣軌道
大阪电气轨道 （日语：／／ ōsakadenki kidō)是20世纪前期日本关西地区的私营铁路公司，也是今日近畿日本铁道（近鉄）的直接前身。大阪電氣軌道的略称是“ 大轨 ”。
本条目的叙述，除了大轨本身，还包括其子公司参宫急行电铁 （简称“ ”)、关西急行电铁（简称“  ”)、以及大轨和参急、关急合并形成的关西急行铁道（简称“  ”)。

## 本社历史

### 创始时期
大阪電氣軌道成立于1910年9月16日是为了缩减大阪和奈良之间的铁路联络用时而设立的，最初公司名称为奈良轨道（与后述的奈良電氣鐵道无关），但由于铁道省要求更改名称而更名为大阪電氣軌道，第一任社长是广冈惠三 。
大约在这个时期，以1905年开通的阪神电铁为开端，由有轨电车发展而来的城际电车建设风靡日本全国，大軌也是在这种趋势下成立。此外作为近铁的前身，大軌是关西地区现存各大手私鐵的前身公司中最晚成立的。最初有三份关于在大阪和奈良之间建设私人铁路的申请被提交，三者的建设标准皆为单线窄轨铁路。三份提案都有政客和资本家在背后支持。因此有提议将三份提案合并，从而建立了大軌。

#### 生驹隧道
为了直线穿越大阪府和奈良县交界处的生驹山，最初考虑使用纜索鐵路或索道，但这会失去作为高速城际列车的功能，因此必须建设生驹隧道穿越生驹山，生驹隧道长3,388m，是当时日本第二长的隧道。同时大軌为该路线配备有300马力高输出电机的机车以克服陡坡，建设标准也变更为复线电气化标准轨距铁路，因为当时关西地区的主要私铁除南海铁道外均采用标准轨距。
1914年4月大軌大阪上本町站～奈良站（即今日近铁奈良线）30.8km区间开通。开通时奈良站为临时车站，同年7月迁至现在的近铁奈良站附近。此外，该路线在当时是根据轨道法获得运营特权。全线开通后大阪至奈良之间的旅行时间为55分钟，比日本国铁关西本线的列车缩短了15分钟。

#### 财政困难
但是由于生驹隧道开挖难度大，费用大，导致资金困难，公司一度陷入财政困境，不得不向生駒山上的寶山寺借款，以应付公司的开支。由于寶山寺的收入取决于生驹山的香客人数，而生驹山的香客人数又取决于天气，因此“大阪電氣軌道”被嘲笑为“大阪天氣軌道”，揶揄其经营依赖天氣好坏。之后在社长金森又一郎等人努力下，得益于降低成本和乘客数增加量等经营努力，大軌的经营勉强步上轨道，并于1916年3月完成债务整理。

### 扩张时期
业务走上正轨后，大軌开始在奈良盆地内扩展其网络。建成1921-1924年的畝傍線（现近铁橿原线）、1923-1930年的樱井线（原八木线，现近铁大阪线樱井站以西）及信贵线。同时大軌也收购天理轻便铁道（现近铁天理线）和吉野铁道（现近铁吉野线），并成立子公司信贵山电铁（之后改名信贵山急行电铁，现近铁西信貴鋼索線）。与京阪電氣鐵道合资成立奈良電氣鐵道（奈良電）建成京都站 - 西大寺站的铁路线 (现近铁京都线），并与大軌路线直通运转。
此外，在此时期大軌首次向大阪府申请了从上本町到难波站的扩建工程。同时大軌还致力于投资铁路沿线的旅游事业，包括菖蒲池游乐园、生驹山上游乐园和花园橄榄球场纷纷在1920年代开业。

### 与大阪铁道竞争
与此同时，在大阪和奈良南部之间存在另一个铁路运营公司--大阪铁道（简称“ ”，不是明治时期和關西鐵道合并成为现在的JR关西本线一部分的初代大阪铁道)，当时同为1067毫米轨距线的大铁与吉野铁道进行直通运转。
但大铁的铁路线与大轨的樱井线、橿原线平行，两者存在竞争关系，最终由于路线规模较大，大轨成功收购吉野铁道，虽然考虑到用户的便利性，吉野线与大铁之间的直接运行仍在继续。但是后来，大轨也逐渐控制了因严重撞车事故而经营每况愈下的大铁，并在1943年将大铁完全合并 （当时已改名关西急行铁道），成为今日近铁南大阪线系统的前身。

## 参宫急行电铁
1920年代大轨还计划进军伊势。最初考虑经过高见峠的路线，后来改选沿线人口较多的初濑、名张路线。然而，樱井至名张之间线路铺设的许可证是大和铁道所有（运营今日的近铁田原本线），这对大轨来说是一个障碍。因此大轨买下大和铁道全部股份，获得樱井～名张～宇治山田之间的铁路铺设许可权外。随后大轨在1927年成立子公司参宫急行电铁，转移铺设许可权，开始了线路建设。
1930-1932年间樱井～参急中川（现伊势中川站）～宇治山田（本線，今日近铁大阪线和山田线）与中川～津之间（津支线，今日近铁名古屋线的一部分）陆续开通。特别的是津支线的所有权是隶属于中勢铁道，该公司在伊势中部地区运营輕便鐵路，并申请了中川站至久居站的铺设许可权，但是后来将铺设许可权让给参急，于是中川站至久居站之间先行建设开通，后续路段以延伸至津的形式开通。
1930年，大轨和参急开始运营在上本町和宇治山田之间运行的直通急行列车，全程用时2.5小时  。此外， 1932年同一区间又开通运行时间为2小时1分钟的直通特急列车。利用电车和准轨线路，缩短的旅行时间大幅胜过了国铁关西本线和参宫线以蒸汽机车运行约3至5小时的耗时，使得从大阪到伊势神宫的一日朝圣成为可能。
也有观点认为这列列车成为了后来的近铁特急网络的基础。当时伊势特急的速度几乎与今日近铁大阪线的快速急行列车相当。即使在战后甚至今日，伊势神宫仍是关西地区小学修学旅行的主要目的地，伊势特急的便利性和大軌与近铁的经营有很大的影响。

### 大型電車導入
开通时参急长途列车使用的2200系电車，车厢长度21m，是当时日本最大的列车，在技术上是开创性的存在。每辆电气动力车的输出功率约为600千瓦（800马力），在平地最高时速可达110公里/小时，山区路段陡坡路段可以65公里/小时的速度运营，其性能可与现今电车相媲美。在设施方面，配备了比国铁列车更宽、更舒适的座椅、卫生间、专用包厢、电暖气等服务。

### 收购路线
大軌在1929年收购了伊贺电气铁道线（现为伊贺铁道伊贺线），并在1931年转移给参急运营。此外在樱井和初濑之间有短途路线的长谷軌道线，于1909年开通，大軌在1928年收购该路线成为长谷线，因为它是樱井线的平行线，因此在1938年被废线。

## 关西急行电铁

### 与伊勢电气铁道竞争
1936年9月伊势电铁（通称）因过度投资而倒闭，该公司是三重县具领先地位的私营铁路公司。主要运行桑名站至大神宫前站的路线等之间。在津 - 伊勢間之间与参急存在竞争关系。
伊势电大约与参急同时扩张到伊势，并且已经获得了未来扩展到名古屋的建设许可。同时参急也有向名古屋延申的计划，并且已经拿到中川和桑名之间的建设许可，开通往津的支线，便是延伸名古屋计划的初步体现。
然而，当时负责监管私营铁路的铁道省表示：如果参急也建设到名古屋的铁路，则会形成国铁、伊势电、参急三方竞争，沿线人口也不是很多，名古屋、四日市、伊势之间，有三者一起崩溃的风险。考虑到这一点，参急于是提出：参急建设到伊势的路线，而到名古屋的路线则交给伊勢電，这是对双方都最有利的。同時因为京阪电铁旗下的新京阪铁道和名古屋急行电铁也计划在大阪和名古屋之间铺设铁路，所以参急紧迫地想抢先开通大阪和名古屋之间的路线。
但是，名古屋地区的伊势电对来自大阪的参急抱有竞争意识，未对谈判作出回应。伊势电不但推迟往名古屋铁路的建设，导致未能吸引更多顾客，还本着与参急竞争的意识强行建设到伊势的路线，最终导致伊势电本身的破产。

### 延伸名古屋
伊势电倒闭后大軌集团将其收购，开始向名古屋扩张的桑名至名古屋路段建设，并为此于1936年1月成立了子公司关西急行电铁（关急电） 。其中桑名至名古屋路段建设的最大难点是跨越木曾三川（木曾川、长良川、揖斐川）的大桥，无论是技术上还是资金上都是困难的。计划通过伴随日本国铁关西本线桥梁更换的“废弃铁路桥转移”的独特计划来克服。当时，关西线的旧桥还有寿命，但由于无法承受蒸汽机车的重量，因此平行建造了一座新铁桥。然而，电车比蒸汽机车轻得多，可以在旧铁桥上运行。关急电遵循这个计划，利用旧铁桥建造了线路（由于桥体老化，战后更换轨距和复线化时更换了新桥）。
1938年6月关急电入驻在名古屋站地下室新设立的关急电名古屋站（现近鐵名古屋站）。虽然需要在江户桥站换车，但名古屋与大阪之间通过大軌、参急、关急电3家公司的铁路实现连接 。同年12月，江户桥至参急中川区间改为1067mm窄轨，参急与关急电的换乘站改为中川站。此时上本町至名古屋的行车时间为3小时15分钟，比同一时期国铁东海道本线的急行列車还要快。
收购后原伊势电铁本线成为关急电名古屋伊势本线 ，但在1942年，新松坂站以南的部分作为战时不要不急線被废除。江户桥至新松坂之间的部分也于1961年被废除，1940年关急电及养老电铁线（现养老铁道养老线）合并入参急。

## 关西急行铁道
即使在战时政权下，由于国家的神道政策，参拜伊势神宫、橿原神宫、吉野神宫和热田神宫神社也被视为“战时非必要限制”的例外旅行，使大軌集团的经营业绩得以持续扩展。1940年大軌创立30周年之际，恰逢日本建国2600周年庆典，当年橿原神宫吸引1000万参拜者，其他神社也吸引众多的参拜者，为此大軌和参急开设了大量专列来保证运输。
同时大軌集团继续积极合并关西地区的铁路公司，以扩大路线规模。1940年1月参急与关急电合并，同年8月与养老电铁合并。随后1941年3月大軌与参急合并，重组为关西急行铁道（关急） 。之后1943年关急与大铁合并， 1944年又并入南和电铁（现近铁御所线）和信贵山急行电铁，使关急路线网长度超过500公里。

### 近畿日本铁道
1944年6月1日，关急因国家主导的战时鐵路整合政策与南海電氣鐵道合并，形成了全长630余公里的庞大铁路公司--近畿日本铁道，路线总长度居日本私鐵首位。

## 评价
大軌采用阪神电铁首创的城际电车方式创立，但通过大胆的并购手段，巧妙地将地方铁路整合起来，规避了铁道省对新建线路的严格审批，是少有的成功构建广域高速电车网络的铁路公司，与以阪急电铁为首，专注经营单一路廊的日本私鐵經營模式形成鲜明对比。
同时伴随着奈良县和三重县自1920年代以来积极将当地的著名景点和历史遗迹转变为现代旅游胜地，提升使用大軌线路的旅客；大軌线路的便利性也让奈良县和三重县景点的易达性提升，达到相辅相成的双赢局面。战后近铁也延续大扩张主義政策，收购奈良電氣鐵道、信貴生駒電鐵和三重交通的鐵路線。此外，为了兼顾高速性能和爬坡能力，使用大、重型列车和大功率电机的机车车辆，也成为現在近铁列车的传统。

## 路线列表

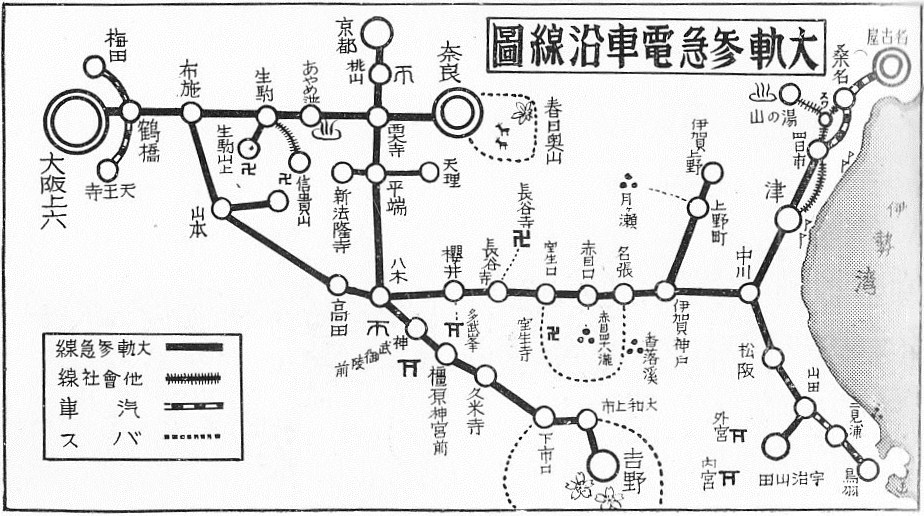
大阪電氣軌道1930年代的铁路网

### 大阪電氣軌道
营业路线
- 奈良线（上本町站～大軌奈良站）
- 樱井线（布施站～樱井站）
- 畝傍线（大軌西大寺站～橿原神宫站）
- 天理线（平端站～天理站）
- 信貴线（山本站～信貴山口站）
- 吉野线（畝傍站～橿原神宫站～吉野站）
- 法隆寺线（平端站～大軌法隆寺站）
- 生驹钢索线（鸟居前站～生驹山上站）

废线
- 长谷线（樱井站～初濑站）- 1938年2月1日废止

### 参宫急行电铁
营业路线

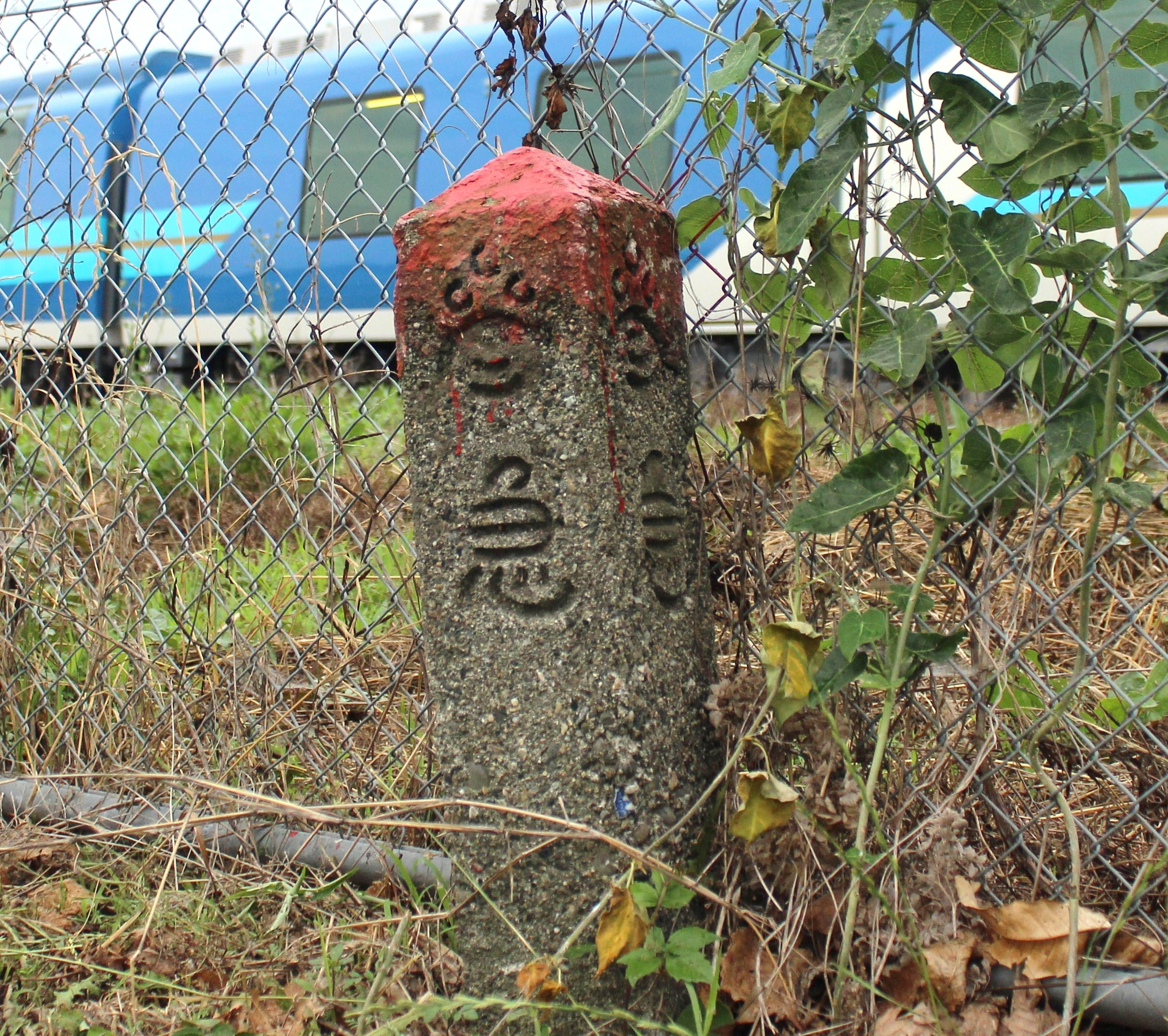
参宫急行电铁的界碑仍然存在线路旁。

- 参急本线（樱井站～参急中川站～宇治山田站）
- 津线（参急中川站～江户桥站）
- 名古屋伊势本线（参急名古屋站～江户桥站～大神宫前站）
- 伊贺线（西名张站～伊贺神户站～伊贺上野站）
- 神户线（伊势若松站～伊势神户站）
- 养老线（揖斐站～桑名站）

### 子公司路线
- 信貴山急行电铁 (信貴山口 - 高安山 - 信貴山門)
- 信貴生駒电铁
  - 生駒線（生驹～王寺）
  - 東信貴鋼索線（日语：近鉄東信貴鋼索線）
  - 枚方線
- 奈良电气铁道（京都～西大寺）
- 大和铁道（新王寺～田原本～樱井）
- 大阪铁道
  - 本線（大阪阿部野桥～橿原神宫站）
  - 柏原線（道明寺～柏原）
  - 長野線（古市～長野）
- 南和电气铁道（尺土～南和御所町）
- 北势电气铁道（桑名～阿下喜）
- 中势铁道（岩田口～久居～伊势川口）
- 三重电气铁道
  - 湯之山線（诹访～汤之山等）
  - 松阪線（日语：三重電気鉄道松阪線）（松阪～大石）
  - 内部線
  - 八王子線
  - 神都線（日语：三重交通神都線）（山田站前～内宮等）
  - 志摩線（鸟羽～贤岛～真珠港）